# Elcmar
Elcmar o Ecmar (ortografia irlandese moderna: Ealcmhar) è una figura della mitologia irlandese. Viene descritto come un membro dei Tuatha Dé Danann, marito di Boann e assistente del Dagda. È talvolta considerato come analogo a Nuada, o a Nechtan, che in altre fonti è il marito di Boann. Nel Dindsenchas, è chiamato "signore dei cavalli" ed è descritto come un giudice. Elcmar è anche descritto con un forcone di nocciolo bianco, una spilla d'oro e un mantello.
Secondo il Libro giallo di Lecan, Elcmar era il principale assistente del Dagda, uno dei più importanti e potenti dei Tuatha Dé Danann. Sua moglie era Boann, dea del fiume Boyne, che sviluppò una grande passione per il Dagda. Per portare a compimento questa unione, il Dagda mandò Elcmar presso il re supremo Bres per una commissione durante il periodo di Imbolc. Boann rimase così incinta. Per proteggere la sensibilità del suo assistente e la vita del bambino, il Dagda tenne il sole fermo per nove mesi, e di conseguenza la gravidanza di Boann durò solo un giorno; Boann chiamò il piccolo Mac Og e lo diede al Dagda. Il bambino fu allevato da suo padre adottivo, Midir, lontano da ogni vendetta che Elcmar avrebbe potuto desiderare.
Infine Elcmar e Aengus si incontrano, quando Aengus sfida Elcmar a duello, e sconfiggendolo, offre di salvargli la vita in cambio del possesso del Brú na Bóinne, la dimora degli dei. Successivamente però, Aengus uccide Elcmar per vendetta, dopo che Elcmar aveva ucciso Midir.
Il Dindsenchas identifica due figlie di Elcmar: Englec, che si innamorò del fratellastro Aengus ma fu poi amata da Midir, e Fea, una delle spose di Neit.